# Adelheid von Löwenstein-Wertheim-Rosenberg

Adelheid von Löwenstein-Wertheim-Rosenberg im Alter von etwa 54 Jahren

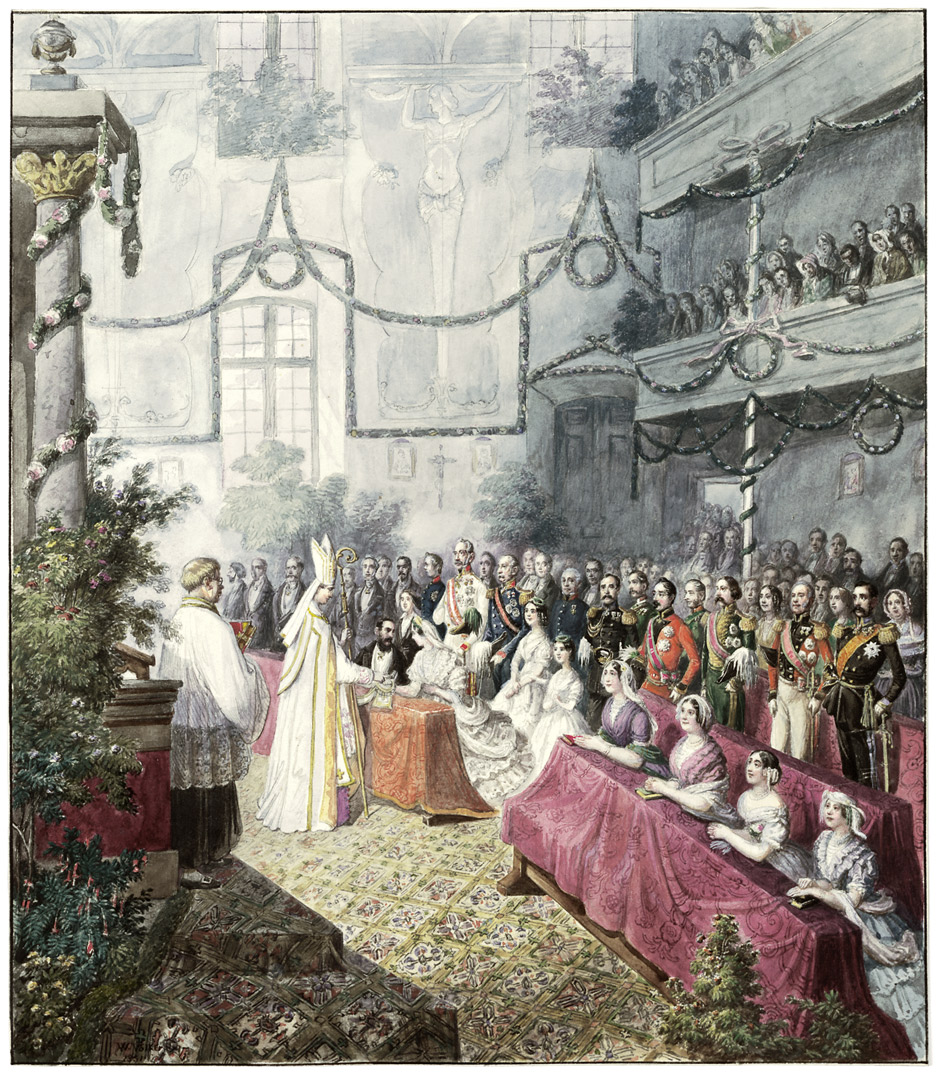
Hochzeit 1851, im Schloss Löwenstein, Kleinheubach. Aquarell von Wilhelm Völker (1811–1873)

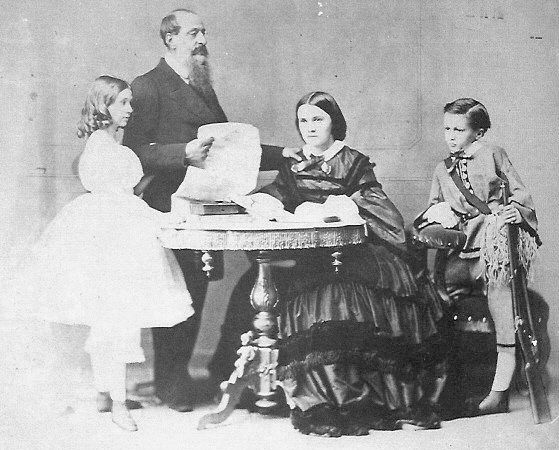
Prinzessin Adelheid mit ihrem Gatten und den beiden ältesten Kindern

Sophie Amalie Adelheid Luise Johanne Leopoldine von Löwenstein-Wertheim-Rosenberg (* 3. April 1831 in Kleinheubach; † 16. Dezember 1909 in Ryde, Isle of Wight, Großbritannien) war eine Tochter des Erbprinzen Konstantin zu Löwenstein-Wertheim-Rosenberg und Prinzessin Marie Agnes von Hohenlohe-Langenburg.

## Leben
Adelheid von Löwenstein-Wertheim-Rosenberg heiratete 1851 auf Schloss Löwenstein König Michael I. von Portugal, Sohn von Johann VI. de Bragança, König von Portugal und Brasilien und seiner Ehefrau Charlotte Joachime von Spanien. Da Michael zum Zeitpunkt der Heirat bereits den portugiesischen Thron verloren hatte (vgl. Miguelistenkrieg) und im Exil lebte, bestieg Adelheid nie den portugiesischen Thron. Für die portugiesischen Legitimisten (d. h. die Anhänger Michaels I.) war sie aber die rechtmäßige Königin des Landes.
Als Witwe wurde Prinzessin Adelheid 1895 Benediktinerin im Kloster Sainte-Cécile de Solesmes in Frankreich, das 1901 auf die englische Insel Wight übersiedelte. In ihrem Todesjahr 1909 kam dorthin ihre Enkeltochter, die spätere Kaiserin Zita von Österreich, um von der Großmutter den letzten Schliff der Erziehung zu erhalten. Besonderer Wert wurde hierbei auf Latein, Philosophie, Geschichte und Musik gelegt. Diese pädagogische Tätigkeit war die letzte von Prinzessin Adelheid, die zu dieser Zeit als Priorin den Konvent leitete. Kurz vor ihrem Tode reiste Prinzessin Zita von dort ab.
Prinzessin Adelheid starb im Dezember 1909; ihren und ihres Mannes Leichnam überführte man 1967 nach Lissabon, wo sie im Kloster São Vicente de Fora im Pantheon des Hauses Braganza beigesetzt wurden. Sie ist Vorfahrin mehrerer europäischen Fürstenhäuser. So ist sie die Urgroßmutter des heutigen (2013) portugiesischen Thronprätendenten und Chef des Hauses Braganza, Duarte Pius von Braganza, die Ur-Urgroßmutter des österreichischen Thronprätendenten und Chef des Erzhauses Habsburg-Lothringen, Karl Habsburg-Lothringen, des bayerischen Thronprätendenten und Chef des Hauses Wittelsbach, Franz von Bayern und des luxemburgischen Großherzogs Henri sowie Ur-Ur-Urgroßmutter des belgischen Königs Philippe.
Ihr Bruder war Fürst Karl VI. zu Löwenstein-Wertheim-Rosenberg (1834–1921), der als Witwer Dominikanerpater wurde.

## Nachkommen
- Maria das Neves, Infantin von Portugal (1852–1941)
- Miguel II., Herzog von Braganza (1853–1927)
- Maria Theresa, Infantin von Portugal (1855–1944)
- Maria José, Infantin von Portugal (1857–1943)
- Adelgunde, Infantin von Portugal (1858–1946)
- Maria Anna, Infantin von Portugal (1861–1942)
- Maria Antonia, Infantin von Portugal (1862–1959); Mutter der österreichischen Kaiserin Zita.